# (33455) Coakley
1999 FV27 (asteroide 33455) é um asteroide da cintura principal. Possui uma excentricidade de 0.06939440 e uma inclinação de 6.58358º.
Este asteroide foi descoberto no dia 19 de março de 1999 por LINEAR em Socorro.